# Monari Wakita
Monari Wakita (脇田もなり, Wakita Monari) est une chanteuse et idole japonaise, née le 28 janvier 1995 à Nagasaki[réf. nécessaire], et ancien membre du groupe d'idoles japonais Especia.

## Biographie
Monari Wakita naît dans la préfecture de Nagasaki, dans l'archipel des îles Gotō, mais passe son enfance à Osaka, où elle vit toujours en 2018[réf. nécessaire].
Elle commence sa carrière d'idole et de chanteuse à l'école de musique Cat Music College basée à Osaka; elle y forme  en juin 2012 avec d'autres filles le groupe d'idoles japonais Especia. Ce groupe interprète des chansons mélangeant le style disco et funk des années 80 et la j-pop. Wakita est une des chanteuses principales du groupe qui se fait de plus en plus connaître dans tout le Japon, malgré le départ de plusieurs membres.
En janvier 2016, le groupe décide de déménager à Tokyo pour ses activités en major. En conséquence, Monari Wakita décide le même mois de quitter le groupe, avec Chika Sannomiya et Chihiro Mise en février suivant. La graduation des trois membres a lieu le 28 février 2016 lors d'un concert au Hotel Estrella à Osaka. Le groupe se sépare finalement en mars 2017.
Wakita, restée à Osaka, annonce en septembre 2016 entamer une carrière solo après avoir signé chez le label VIVID Sound Corporation. Elle sort son premier single In The City le 16 novembre 2016 ; celui-ci n'obtient pas un grand succès commercial et se classe 135e à l'Oricon et s'y maintient pendant une semaine. Le 15 février 2017, un deuxième single est mis en vente, Boy Friend, et celui gagne un peu plus de reconnaissance et se classe 75e single à l'Oricon.

## Discographie

### Albums
1. 26 juillet 2017 : I am ONLY
2. 25 juillet 2018 : Ahead!
3. 31 juillet 2019 : RIGHT HERE
4. 6 septembre 2023 : Uni

### Singles
1. 16 novembre 2016 :  IN THE CITY
2. 15 février 2017 : Boy Friend
3. 21 juin 2017 : I'm with you
4. 22 novembre 2017 : WINGSCAPE
5. 25 avril 2018 : TAKE IT LUCKY!!!!
6. 28 novembre 2018 : Just a "Crush for Today"
7. 10 juillet 2019 : Espadrilles de Tsukamaete (エスパドリーユでつかまえて?)
8. 8 août 2020 : Passing By
9. 12 juin 2021 : PLACE
10. 17 août 2022 : La Shangri La
11. 11 janvier 2023 : Monari's 8beats